# Чолатцзе
Чолатцзе (неп. चोलात्से; англ. Cholatse також відомий як Jobo Lhaptshan) — вершина в регіоні Кхумбу, що в Непальських Гімалаях, з абсолютною висотою 6440 метрів над рівнем моря. Чолатцзе з'єднюється з Табоче (6542 м) довгим хребтом. На спуску з східної стіни розташований льодовик Чола.
Чолатцзе вперше було підкорено по південно-західному хребту 22 квітня 1982 Верном Клевенджером, Галеном Роуеллом, Джоном Роскелей і Біллом О'Коннором. Північна стіна була успішно пройдена в 1984році.

## Відомі сходження
- 2005 North Face — перше зимове сходження корейської команди, 16 січня 2005 року.
- 2005 North Face — перше соло-сходження Улі Штек, 15 квітня 2005[3]
- 2005 Southwest Ridge — вершину підкорили Кевін Тхав[en], Конрад Анкер[en], Кріс Еріксон, Джон Грібер і Еббі Уоткінс 12 травня 2005[4]